# يي سونغ تشول
يي سونغ تشول (بالكورية: 이철승) (و. 1922 – 2016 م) هو صحفي، وسياسي من كوريا الجنوبية .

## التعليم
تعلم في جامعة كوريا

## جوائز
حصل على جوائز منها:
- جائزة ماجسايساى رامون.